# Ambystoma barbouri
Ambystoma barbouri är en groddjursart som beskrevs av Kraus och James W. Petranka 1989. Ambystoma barbouri ingår i släktet Ambystoma och familjen mullvadssalamandrar. IUCN kategoriserar arten globalt som nära hotad. Inga underarter finns listade i Catalogue of Life. Arten finns i östra USA.

## Beskrivning
Kroppens ovansida är gråbrun till mörkbrun med ljusgrå fläckar, medan buken är mörkgrå med ljusgrå fläckar. Sidorna har 14 till 15 fåror mellan revbenen. Huvud och mun är små. Längden (inklusive svans) kan nå upp till 17 cm.

## Utbredning
Arten förekommer i östra USA från centrala Kentucky, över sydvästra Ohio, sydöstra Indiana till Tennessee. Det finns också från varandra skilda populationer i Kentucky och västligaste West Virginia.

## Ekologi
Habitatet utgörs av kuperade områden med lövskog, gärna på kalkstensgrund. De vuxna djuren lever vanligtvis på land gömda under klippor, löv och trädstammar. Födan för de vuxna djuren består av insekter och andra marklevande leddjur och maskar, samt i vatten zooplankton. De vattenlevande larverna tar mygglarver, märlkräftor, vattenlevande gråsuggor och andra zooplankton.

### Fortplantning
Lektiden varar från december till april. Den äger framför allt rum i lugna områden i vattendrag, inte så ofta i strömmande vatten. Mera ovanligt är att äggläggning och larvutveckling sker i dammar. Lekperioden inleds med att de vuxna djuren vandrar till vattensamlingarna, hanarna i regel före honorna. Hanarna uppvaktar de senare genom att vifta på svansen framför honorna, samtidigt som de lockar dem till flata stenhällar på bottnen, där de avsätter en spermatofor. Denna tas upp av honan, som lägger äggen på undersidan av stenhällarna. Det är en fördel för larverna om larvutvecklingen sker i vattendrag som torkar ut på sommaren, eller som har hinder nedströms i form av vattenfall, för att förhindra närvaron av rovfisk. Larverna lever ofta i skyddet av alger från släktet Cladophora (dit bland annat grönslick hör).

### Hotstatus
Populationerna minskar, främsta orsaken är habitatförlust till följd av skogsavverkning, uppodling och byggnation. Internationella naturvårdsunionen (IUCN) har därför rödlistat den som nära hotad ("NT").

## Bildgalleri

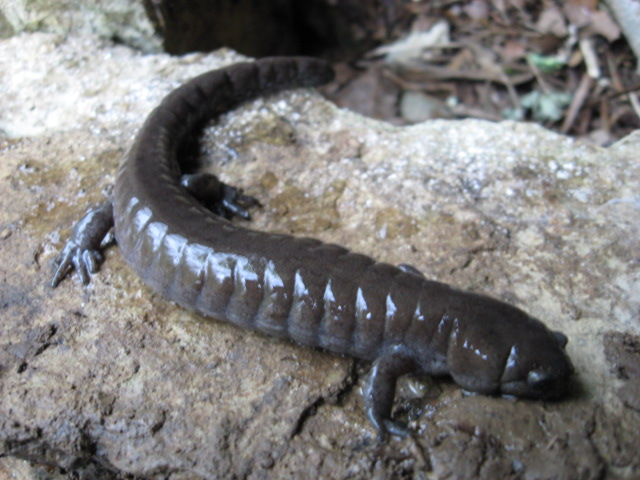
Ambystoma barbouri från Kentucky.
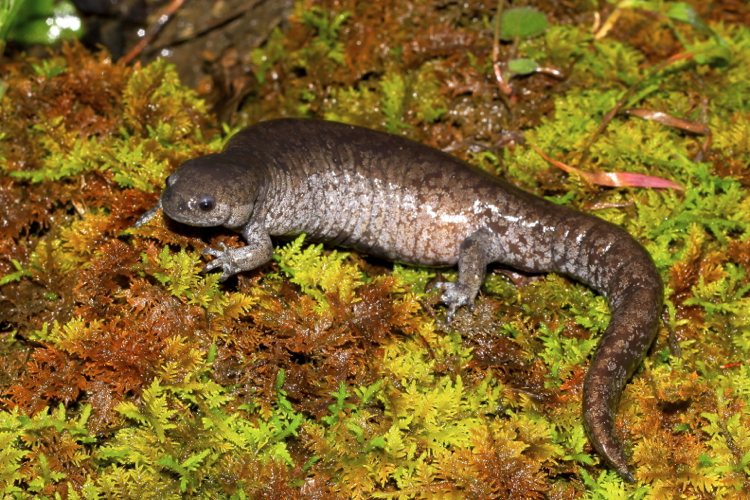
Ambystoma barbouri från Tennessee.